# Boris Berezovski (zakenman)
Boris Abramovitsj Berezovski (Russisch: Борис Абрамович Березовский, Boris Abramovitsj Berezovski) (Moskou, 23 januari 1946 – Ascot, 23 maart 2013) was een Russisch zakenman. Hij was de eerste miljardair van Rusland en wordt gerekend tot de Russische oligarchen. Kort na de aantreding van de Russische president Vladimir Poetin ging hij, na aangeklaagd te zijn vanwege enkele van zijn bedrijfsactiviteiten, vrijwillig in ballingschap (volgens sommigen mede om strafvervolging te ontlopen) en sindsdien woonde hij in Londen. In het Verenigd Koninkrijk stond hij sinds 2004 bij de Britse Home Office bekend als Platon Elenin. Hij dient niet te worden verward met de gelijknamige Russische pianist Boris Berezovski.

## Leven

### Wetenschappelijke carrière
Berezovski werd geboren in een Joods gezin in Moskou en studeerde bosbouw, elektrotechniek en toegepaste wiskunde. Hij studeerde af in 1969 aan het Bosbouw Instituut van Moskou. Daarop promoveerde hij aan de Sovjet Academie der Wetenschappen en behaalde hij zijn doctorstitel op 37-jarige leeftijd in 1983 op het thema besluitvormingstheorie. Tijdens zijn studie was hij vanaf 1969 ingenieur bij het Wetenschappelijk Onderzoekscentrum voor Hydro-meteorologie en hield hij zich bezig met de thema's bestuur, automatisering en managementsystemen. Tussen 1969 en 1987 wist hij zich op te werken van een ingenieurspositie tot een managementpositie bij de Sovjet Academie der Wetenschappen. In 1991 werd hij correspondent-lid (Russische wetenschappelijke rang onder academicus) van de Russische Academie der Wetenschappen (RAN) en kreeg hij een laboratorium aan het Instituut voor Bestuursproblemen van de RAN.
Sinds 1973 werkte hij samen met het staatsbedrijf AvtoVAZ (Ladafabriek), waarvoor hij in zijn instituut software had ontwikkeld.

### Jaren negentig
Bij het begin van de perestrojka en de daaropvolgende instorting van de Sovjet-Unie begon hij in 1989 zijn carrière in de handel door het kopen en verkopen van auto's van AvtoVAZ. Officieel werd hij door AvtoVAZ als deskundige binnengehaald om een beter managementsysteem voor het bedrijf te ontwikkelen. Hij stichtte samen met AvtoVAZ in 1992 het tussenhandelsbedrijf LogoVAZ (ЛогоВАЗ) met zichzelf als directeur. Ten tijde van de hyperinflatie wist hij dit uit te bouwen tot het grootste autohandelsnetwerk van Rusland.
In oktober 1993 stichtte hij samen met een aantal managers van AutoVAZ de Automobiel-Alliantie voor heel Rusland (AVVA) en met de investeringsgelden daarvan verwierf hij bij de latere privatiseringen grote onderdelen van AvtoVAZ.
Vanaf 1994 werd Berezovski hoofdaandeelhouder van het televisiebedrijf ORTV, dat de grootste landdekkende televisiezender ORT bezat. In hetzelfde jaar overleefde hij een bomaanslag in zijn auto door de Russische maffia. Dit was waarschijnlijk vanwege zijn vermeende banden met de toen machtige Tsjetsjeense maffia in Moskou, waarvoor de Russische maffia pogingen deed hem af te persen. In 1995 werden in samenhang met de moord op de ORTV-directeuren een aantal maatregelen tegen hem ingesteld. Naast ORTV kocht hij nog een aantal mediabedrijven op. Berezovski maakte LogoVAZ tot zijn bank.

### Presidentsverkiezingen en "de familie"
Toen de communistische leider Gennadi Zjoeganov bij de Russische presidentsverkiezingen van 1996 veel stemmen voor het presidentschap leek te verwerven, zette Berezovski samen met andere Russische oligarchen Boris Jeltsin onder druk om Anatoli Tsjoebajs aan te wijzen als campagneleider om hem te helpen opnieuw de presidentsverkiezingen te winnen. Zjoeganov wilde namelijk de privatiseringen terugdraaien, hetgeen zeer ongunstig zou uitvallen voor de oligarchen. Jeltsin stemde toe en de presidentsverkiezingen werden daarop een groot mediaspektakel, waarbij Jeltsin op de landelijke televisiezenders die in handen waren van de oligarchen (onder andere NTV en ORT) constant werd aangeprezen en andere kandidaten geen zendtijd kregen. Toen Jeltsin daarop de verkiezingen won met Ons Huis Rusland, waarbij hij grote concessies moest doen aan de oligarchen, trokken de laatsten veel macht naar zich toe. Berezovski werd gezien als de leider van "de familie" rond Jeltsin, ook wel bekend als de "zeven bankiers".
Berezovski gebruikte daarop zijn invloed om nog meer bedrijven in handen te krijgen. In 1996 kocht hij in het "leningen voor aandelen"-programma voor een fractie van de werkelijke waarde (die nooit werd vastgesteld) samen met Roman Abramovitsj een aantal oliebedrijven op, die hij onderbracht in hun oliebedrijf Sibneft. Hiernaast verwierf hij onder andere Aeroflot. Ook begon hij politieke macht te zoeken. Hij werd door Jeltsin benoemd tot vicepresident van de nationale veiligheidsraad. Tussen 1998 en 1999 was hij kortstondig secretaris-generaal van het GOS en later vertegenwoordigde hij Karatsjaj-Tsjerkessië in de Doema. Vanwege zijn grote invloed op Jeltsin, werd hij door westerse media ook wel de "Grijze Eminentie" achter Jeltsin genoemd. Hij was een groot voorstander van de liberalisatie, zoals die door Tsjoebajs was verricht.
Bij de Russische presidentsverkiezingen van 2000, die mede draaiden om de Tweede Tsjetsjeense Oorlog, steunde hij deze oorlog niet maar wel de kandidatuur van de militaire generaal die hem leidde, Vladimir Poetin. Dit bleek echter ook het einde van zijn politieke carrière in Rusland.

### Politieke en economische neergang
Toen Poetin werd verkozen tot president van Rusland werd al snel duidelijk dat deze geenszins van plan was om de oligarchen hun politieke macht te laten behouden. Nadat Vladimir Goesinski al het land was uitgevlucht, bleek dat ook Berezovski's positie niet langer te handhaven was. Poetin was niet gecharmeerd van Berezovski's adviezen tegen de oorlog in Tsjetsjenië en over de ramp met de onderzeeër Koersk en liet in een reactie daarop onderzoek doen naar Berezovski's bedrijfsactiviteiten. Hij werd daarop beschuldigd van het achterhouden van 2033 auto's ter waarde van 13 miljoen dollar aan investeerders bij een financiële transactie met Lada. In oktober 2001 werd daarop een aanhoudingsbevel tegen hem uitgevaardigd, waarop Berezovski het land uitvluchtte en politiek asiel aanvroeg in Londen.

### Activiteiten vanuit Londen

#### 2001 tot 2003
Vanaf 2001 woonde hij in ballingschap in Londen, waar hij in maart 2003 werd gearresteerd, maar weer werd vrijgelaten op borgtocht. Hij vroeg politiek asiel aan en kreeg dit in oktober van dat jaar. Hij gaf Abramovitsj het beheer over zijn aandelen in Sibneft en kreeg daarover in 2005 een geschil met hem. De Russische overheid in Moskou wist Berezovski succesvol te dwingen een groot deel van zijn bezittingen in Rusland te verkopen, waaronder Aeroflot, ORTV, Sibneft en zijn eigen tv-station TV-6. Berezovski werd in Rusland beschuldigd van fraude (met Aeroflot en LogoVAZ) en politieke corruptie, maar de Russische overheid slaagde er niet in hem uitgeleverd te krijgen.
In 2003 liet Berezovski in het Verenigd Koninkrijk zijn naam officieel veranderen in Platon Elenin (Platon is Russisch voor Plato en Elena is de naam van zijn vrouw). Hij gaf hiervoor geen reden op, maar Platon is de hoofdfiguur in de film Tycoon, die op zijn leven gebaseerd is.
In het voorjaar van 2003 sprak hij na bemiddeling door zijn vroegere handelspartner Badri Patarkatsisjvili met de Georgische oppositieleider en latere premier van Georgië Zoerab Zjvania in Londen. Hij was de eerste van meerdere financiële weldoeners die Zjvania hielpen bij de ondersteuning van democratische instituties in Oekraïne en die de campagne van de Oekraïense presidentskandidaat Viktor Joesjtsjenko financieel ondersteunden.
In november 2003 kondigde de Zwitserse Bundesanwaltschaft (het federale openbaar ministerie) maatregelen tegen Berezovski af. Hij werd ervan verdacht zich schuldig gemaakt te hebben aan het witwassen van geld en deel uit te maken van een criminele organisatie.
In december 2003 gebruikte hij zijn nieuwe naam om naar Georgië te reizen, wat leidde tot een rel tussen dat land en Rusland.

#### 2004
Bij de Russische presidentsverkiezingen 2004 ondersteunde Berezovski samen met andere oligarchen presidentskandidaat Ivan Ribkin, die later werd ontvoerd.

#### 2005
Toen Joesjtsjenko werd verkozen tot president van Oekraïne wilde Berezovski in februari 2005 zich in dit land vestigen, omdat hij zich daar cultureel en linguïstisch gezien beter op zijn plaats voelde dan in het Verenigd Koninkrijk. Hij stelde hiermee de Oekraïense regering voor een politiek dilemma: enerzijds was het land verplicht hem uit te leveren aan Rusland vanwege een bilateraal uitleveringsverdrag, en anderzijds was het vanwege het ondertekenen van de conventie van Genève verplicht om een in het Verenigd Koninkrijk politiek vluchteling te beschermen.
In september 2005, vlak nadat het Oekraïense parlement van Joelija Tymosjenko door Viktor Joesjtsjenko naar huis was gestuurd, werd Berezovski door oud-president van Oekraïne Leonid Kravtsjoek ervan beschuldigd dat hij de Oekraïense verkiezingen financieel had ondersteund en kwam deze met stukken waaruit zou blijken dat bedrijven van Berezovski geld hadden overgemaakt naar personen die Joesjtsjenko steunden. Aangezien geldelijke buitenlandse steun voor presidentiële verkiezingen verboden is in Oekraïne, kon dit volgens de Russische media mogelijk leiden tot een aanklacht tegen Joesjtsjenko. Berezovski erkende dat hij in Londen met Joesjtsjenko's afgevaardigden had gesproken, maar wilde bevestigen noch ontkennen dat bedrijven die het geld hadden verkregen van hem, waren gebruikt in de verkiezingscampagne.

#### 2006
In januari 2006 verklaarde Berezovski dat hij van plan was een staatsgreep te plegen in Rusland. Begin februari verklaarde hij daarop dat hij de rest van zijn bezittingen in Rusland, waaronder zijn onafhankelijke krant Kommersant, zou verkopen aan zijn vriend Badri Patarkatsisjvili. Volgens beiden kwam dit door Berezovski's uitlatingen over zijn geplande politieke staatsgreep, waarop Patarkatsisjvili besloot dat het beter was als Berezovski zijn bezittingen in Rusland verkocht. Eerder had Berezovski al gezegd dat hij geloofde dat een staatsgreep (in het algemeen) niet zo vreemd zou zijn, aangezien Poetins presidentiële termijn pas afloopt in 2008 en hij volgens Berezovski "de Russische grondwet niet respecteert". Begin maart deed Rusland opnieuw een uitleveringsverzoek bij het Verenigd Koninkrijk in verband met zijn dreigementen in januari.

#### 2013
In maart 2013 werd Berezovski dood aangetroffen op zijn landgoed in het Engelse Ascot. Aangezien zijn dood onverwachts kwam, werd door de politie uitgebreid onderzoek gedaan naar de omstandigheden. Later kwam naar buiten dat hij met een strop om zijn nek gevonden werd in de badkamer. Moord of zelfmoord is altijd onduidelijk gebleven.

## Berezovski en Rusland
Berezovski was verre van populair in Rusland. Velen beschouwden hem als de meest wetteloze en on-ethische persoon onder de oligarchen en stelden hem persoonlijk verantwoordelijk voor de economische instorting van het land. Men gelooft dat hij net als andere oligarchen (met name Tsjoebajs) met zijn programma van privatisering de overheid heeft opgelicht. In de Russische media werd hij vaak zeer negatief afgeschilderd.
Berezovski bleef volhouden dat hij opereerde binnen het wettelijke kader van die tijd en dat de privatiseringsveilingen van de jaren negentig werden verricht om corruptie tegen te gaan in plaats van die te doen ontstaan. Een artikel van de Amerikaanse journalist Paul Klebnikov in Forbes van 1996, getiteld "Godfather of the Kremlin?", zette Berezovski neer als een maffiabaas die zijn rivalen liet vermoorden. Berezovski liet het blad daarop aanklagen wegens smaad, wat ertoe leidde dat het blad de beweringen introk. Klebnikov werkte echter het artikel verder uit tot het boek Godfather of the Kremlin. Klebnikov werd daarop redacteur van de net opgezette Russische versie van Forbes en werd vervolgens op 9 juli 2004 vermoord. Van deze moord wordt de Tsjetsjeense maffia beschuldigd.